# Kolloidkémia
A kolloidkémia olyan területe a fizikai kémiának, amely az 1-1000 nm-es mérettartományba eső anyagok karakterisztikáját és jelenségeit vizsgálja. Ezen anyagok körébe tartoznak a filmrétegek, rostok, habok és pórusos anyagok is. A kolloidális részecskék mindhárom halmazállapotban előfordulhatnak, ezért a kolloidkémia a szilárd-gáz, szilárd-folyadék, szilárd-szilárd, folyadék-gáz és folyadék-folyadék állapotú rendszereket is vizsgálja. Habár a kifejezést sok esetben szinonímaként használják a felületi kémiával, valójában ez nem helytálló, mivel a kolloidkémia esetében a szétoszlatott részecskéknek az 1-1000 nm-es tartományba kell esniük legalább az egyik kiterjedésükben, míg a felületi kémiában nincs ilyen megkötés.

## Története[2]
Michael Faraday angol fizikus és kémikus nevéhez fűződik a kolloidkémiát megalapozó első megfigyelések egyike. Az anyag elektromágneses tulajdonságainak tanulmányozásával elismerést szerzett tudós 1847-ben olyan rendszerről számolt be, amely folyadék közegből és a benne szétoszlatott arany részecskékből állt, majd ehhez a rendszerhez szervetlen sót adagolva színváltozás volt tapasztalható. Faraday figyelt fel először a látható fény hullámhosszánál kisebb kolloid részecskék fényszórására, amelyet később Tyndall-jelenségnek neveztek el John Tyndall ír fizikus után, aki szintén tanulmányozta a különböző kolloid rendszereken keresztülvezetett fény szóródását.
Thomas Graham skót kémikus 1860 környékén a különféle rendszerekkel kapcsolatos megfigyelései alapján az anyagokat két nagy csoportra osztotta: krisztalloidokra, melyek jól kristályosíthatók, valamint kolloidokra, melyeket nem lehet kristályosítani. A századforduló végére a témában járatos tudományos közösség két részre szakadt a kolloidok heterogén vagy homogén mivoltának kérdésében. Míg az oldatelmélet képviselői homogén rendszereknek, addig a szuszpenzióelméletet képviselők heterogén rendszereknek tekintették azokat.
Richard Zsigmondy magyar származású, osztrák kémikus és Henry Siedentopf megépítette az első ultramikroszkópot 1903-ban, mely eldönteni látszott a kérdést. Az ultramikroszkóppal láthatóvá vált, hogy az arany szolok parányi részecskéket tartalmaznak, melynek értelmében nem valódi oldatok, hanem heterogén rendszerek.
Peter Petrovich von Weimarn német kolloidkémikus behatóan tanulmányozta a kolloid rendszerekben a csapadékképződés kialakulását és feltételeit. Munkásságának köszönhetően bebizonyosodott, hogy a kolloid nem egy speciális anyagfajta, hanem az anyag állapotát leíró fogalom. Tehát kedvező körülmények között bármely anyag kolloid állapotba hozható.

## Alkalmazása
Széles körben alkalmazzák, többek között az élelmiszeriparban, gyógyszeriparban, növényvédő szerek és kozmetikai szerek gyártásánál.